# 胡托峰
胡托峰（英語：Hutto Peak）是南極洲的山峰，位於埃爾斯沃思地，處於戈萬冰川和斯普萊特斯特瑟冰川之間，海拔高度1,620米，美國地質調查局根據測量和美國海軍拍攝的空中照片繪入地圖，現時由南極條約體系管理。